# Stantonia pellicea
Stantonia pellicea är en stekelart som beskrevs av Van Achterberg 1987. Stantonia pellicea ingår i släktet Stantonia och familjen bracksteklar. Inga underarter finns listade i Catalogue of Life.